# Sameer Rawal
Sameer Rawal (Delhi, Índia, 1973). Viu entre Barcelona i Delhi. És un hispanista que ha estudiat a la Jawaharlal Nehru University (Nova Delhi), a la UNAM (Mèxic), a la BUAP (Puebla, Mèxic) i a la UAB (Barcelona).
Conscient que l'idioma, la cultura i la identitat són aspectes que estan inevitablement entrellaçats, tradueix i escriu quatre idiomes: l'hindi, l'anglès, l'espanyol i el català. Ha traduït dues obres de Mercè Rodoreda a l'hindi: la novel·la La plaça del Diamant i l'antologia d'històries Tots els contes.
Ha publicat la seva poesia a Calaix de sàndal, una edició bilingüe hindi-català (Servei de Publicacions, Universitat Autònoma de Barcelona, 2006). Els poemes transmeten intimitat mitjançant uns versos estranys, curts, quasi exactes i vaporosos. L'edició en dos idiomes funciona com un símbol per a aquells que només coneixen un dels dos idiomes/cultures. Per a aquells que els coneixen tots dos, els poemes accentuen la desigualtat ideològica o la no correspondència de significat a la traducció poètica. El 2011 va publicar Com espigues de blat amb vents de l'est, una antologia trilingüe de l'obra de cinc joves poetes indis, inclòs ell (Cafè Central/Emboscall). La seva primera novel·la, Dastan-e-kakaka, en hindi, serà publicada properament per HarperCollins India. Actualment treballa en la seva primera novel·la en espanyol, que de moment es titula Siete historias íntimas del Sr. Gandhi.